# Pulo Lor
Pulo Lor is een bestuurslaag in het regentschap Jombang van de provincie Oost-Java, Indonesië. Pulo Lor telt 8850 inwoners (volkstelling 2010).